# Psila washingtona
Psila washingtona är en tvåvingeart som beskrevs av Axel Leonard Melander 1920. Psila washingtona ingår i släktet Psila och familjen rotflugor. Inga underarter finns listade i Catalogue of Life.